# シャンドン・バプティスト
シャンドン・バプティスト（Shandon Baptiste, 1998年4月8日 - ）は、グレナダ出身のサッカー選手。ブレントフォードFC所属。ポジションはミッドフィールダー。

## 経歴
3歳の時にグレナダからイングランドに移住した。
レディングFCに2015年9月に放出されたのち、オックスフォード・ユナイテッドFCに加入した。2017年5月に、8月から適用される6ヵ月の契約を結ぶ。2017-18シーズンは2試合に出場し、12月に18ヵ月の新契約を結んだ。
2018-19シーズンには主力として定着し、契約を4年延長した。
2020年1月31日、フットボールリーグ・チャンピオンシップのブレントフォードFCに4年半契約で移籍した。

### 代表歴
グレナダ代表に出場歴があるが、イングランド代表召集の可能性も消えておらず、本人はイングランド代表入りを希望している。